# La linea sottile tra odio e amore
La linea sottile tra odio e amore (A Thin Line Between Love and Hate) è un film statunitense del 1996 diretto da Martin Lawrence.

## Trama
Darnell Wright, uomo frizzante dalla parlantina molto sciolta, viene punito da una delle sue conquiste che si sente punta sul vivo e si vendica di lui.